# جاکومو پوچینی
جاکومو آنتونیو دومنیکو میشل سکوندو ماریا پوچینی (به ایتالیایی: Giacomo Puccini) ‏(۱۹۲۴–۱۸۵۸) آهنگساز ایتالیایی بود.
او مهم‌ترین اپرانویس دوران خود پس از جوزپه وردی است.
پوچینی تحصیلاتش را در کنسرواتوار میلان در شرایط بسیار سختی گذراند و اغلب در رستورانی که نام بامسمای آیدا را داشت غذای نسیه می‌خورد. موفقیت اولین اپرای پوچینی که پس از پایان تحصیلات نوشت، توجه یکی از ناشران را جلب کرد و سبب شد که به پوچینی آثار دیگری نیز سفارش دهند. چندین اپرای او بسیار مشهور شده بودند. او در مقوله ملودی، رنگ‌آمیزی ارکستر و ایجاد تأثیر دراتیک استعداد ذاتی داشت. اپرای پوچینی شامل توسکا، بوهم، پروانه و توران‌دخت که توسط آلفانو کامل شده می‌باشد.

## زندگی و آثار
جاکومو پوچینی در روز ۲۲ دسامبر ۱۸۵۸ در لوکا در توسکانی، ایتالیا زاده شد. خانواده و خویشانش کم و بیش همه در کار موسیقی بودند. اگر چه دایی‌اش او را در این کار بی‌استعداد می‌دانست، اما پوچینی در همان دوران نوجوانی در سن ۱۴ سالگی موفق شد به اُرگ‌نواز کلیسای محل بدل شود. او در ۳۱ سالگی نخستین اپرایش «ادگار» را به سفارش سرشناس‌ترین بنگاه انتشارات آثار موسیقی، ریکردی نوشت که گرچه موفق نبود، ولی او را برای همیشه با این بُنگاه همکار و همراه ساخت. پوچینی ۳۵ سال داشت که با اپرای مانون لسکو ناگهان شهرت بین‌المللی پیدا کرد.

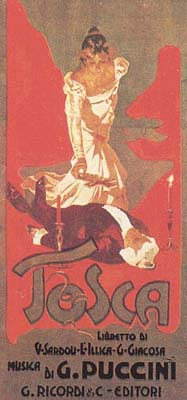
پوستر اپرای توسکا

محبوبیت پوچینی در ایران را باید در بهره‌گیری او از درونمایه‌های شرقی در اپراهایش جست. در اینجا می‌توان به دو نمونه اشاره کرد: یکی اپرای «مادام باترفلای» یا «پروانه» که پوچینی آن را از روی متن نویسندهٔ آمریکایی، لوتر لانگ، ساخت. این اپرا در سال ۱۹۰۴ به روی صحنه آمد. موضوع این اثر، عشق بدفرجام دختر ژاپنی چوچوسان یعنی پروانه به یک افسر آمریکایی و رویارویی دو فرهنگ و سنت دور از یکدیگر است. در آن زمان گرامافون به تازگی به بازار آمده بود و پوچینی که جّداً می‌خواست حالت و روحیهٔ ژاپنی را در اپرایش پدیدآورد، با شنیدن چند صفحهٔ موسیقی ژاپنی توانست این خواست را به خوبی به انجام رساند و به آهنگ اپرا حالتی از موسیقی خاور دور بدهد. این حالت در آخرین اپرای او توران‌دخت هم آشکارا حس می‌شود. هرچند این اپرا ناتمام مانده بود، اما توسط فرانکو آلفانو، آهنگساز ایتالیایی، تکمیل شد و بعد از درگذشت پوچینی در سال ۱۹۲۴، برایش ارج و احترام بیشتری به بار آورد. اپرای «توران‌دخت»، سرگذشت شاهزاده خانمی ترک به همین نام است که یکی از بستگانش را تاتارها کشته‌اند و او از این رو می‌خواهد که از همهٔ مردان انتقام بگیرد، اما هنگامی که قرار است نامی را فاش کند تا خَلَف را که دل به او باخته، بکشند، به جای بردن آن نام می‌گوید: «نام او عشق است» بدین ترتیب اپرا با فریاد شادی مردم و ازدواج شاهزاده و خلف پایان می‌یابد.
پوچینی در اپراهای خود بیشتر به رویارویی زن و مردهای دلباخته و تیرگی‌ها و آلایش ذهنی آن‌ها می‌پردازد. او پیرو مکتب رومانتیسم است، یعنی آثارش هدفمندند و بیشتر رویداد یا حالتی را توصیف می‌کنند. صاحبنظران و منتقدان موسیقی، جاکومو پوچینی را پس از جوزپه وردی، بزرگترین اپرانویس ایتالیا می‌دانند. پوچینی در چهار دهه فعالیت هنری خود (بین سال‌های ۱۸۸۴ و ۱۹۲۴) مجموعاً دوازده اثر اپرایی خلق کرد و از آهنگسازانی است که در همان دوران حیات خود توانسته‌اند، موفقیت‌های بزرگی را جشن بگیرند.

## آثار پوچینی
- مانون لسکو
- لابوهم
- اپرای توسکا
- مادام باترفلای
- توران‌دخت
- دختری از باختر
- ادگار
- له ویلی

## اجرا در ایران
بر اساس کار توراندخت پوچینی نمایشی با همین نام در ایران اجرا شده‌است. توراندخت به نویسندگی و کارگردانی محسن معینی بر اساس اپرای پوچینی و داستان نظامی در فرهنگسرای نیاوران به روی صحنه رفته‌است. این نمایش در سال ۱۳۹۲ و با تهیه‌کنندگی نگین میرحسنی واحد دو ماه در حال اجرا بود.